# Mazaugues
Mazaugues es una comuna francesa situada en el departamento de Var, en la región de Provenza-Alpes-Costa Azul.

## Demografía
| 338 | 365 | 331 | 359 | 461 | 511 | 894 |
| Para los censos de 1962 a 1999 la población legal corresponde a la población sin duplicidades (Fuente: INSEE [Consultar]) |     |     |     |     |     |     |